# Truncopes optatus
Truncopes optatus är en kvalsterart som beskrevs av Grandjean 1956. Truncopes optatus ingår i släktet Truncopes och familjen Oripodidae.

## Underarter
Arten delas in i följande underarter:
- T. o. optatus
- T. o. asiaticus